# Costo de los bienes vendidos
El costo de los bienes vendidos (COGS, del inglés Cost of goods sold) se refiere al valor de los bienes vendidos durante un período contable en particular. Es una métrica que muestra los costos directos atribuibles a la producción de los bienes vendidos o los servicios prestados. Esto incluye el costo de los materiales utilizados para crear el bien, junto con los costos de mano de obra directa utilizados para producir el bien o servicio.
El costo de los bienes vendidos a menudo se calcula mediante esta fórmula:
{\displaystyle Costo\ de\ Ventas=Inventario\ al\ comienzo\ del\ periodo+Compras\ y\ gastos\ durante\ el\ periodo-Inventario\ al\ Final\ del\ Periodo.}
Los costos se asocian con bienes en particular usando una de las varias fórmulas, incluida la identificación específica, el primero en entrar, el primero en salir (FIFO) o el costo promedio. Los costos incluyen todos los costos de compra, costos de conversión y otros costos en los que se incurre para llevar los inventarios a su ubicación y condición actuales. Los costos de los bienes hechos por las empresas incluyen material, mano de obra y gastos generales asignados. Los costos de aquellos bienes que aún no se venden se difieren como costos de inventario hasta que el inventario se vende o se anota en valor. 

## Visión general
Muchas empresas venden productos que han comprado o producido. Cuando los bienes se compran o producen, los costos asociados con dichos bienes se capitalizan como parte del inventario (o stock) de bienes. Estos costos se tratan como un gasto en el período en que la empresa reconoce los ingresos por la venta de los bienes.
Determinar los costos requiere mantener registros de los bienes o materiales comprados y cualquier descuento en dicha compra. Además, si se modifican los bienes, la empresa debe determinar los costos incurridos en la modificación de los bienes. Dichos costos de modificación incluyen mano de obra, suministros o material adicional, supervisión, control de calidad y uso del equipo. Los principios para determinar los costos pueden establecerse fácilmente, pero la aplicación en la práctica suele ser difícil debido a una variedad de consideraciones en la asignación de costos.
El costo de los bienes vendidos también puede reflejar ajustes. Entre los ajustes potenciales se encuentran la disminución en el valor de los bienes (es decir, menor valor de mercado que costo), obsolescencia, daños, etc.
Cuando se compran o fabrican múltiples bienes, puede ser necesario identificar qué costos se relacionan con qué bienes particulares se vendieron. Esto se puede hacer usando una convención de identificación, como la identificación específica de los bienes, el primero en entrar, el primero en salir (FIFO) o el costo promedio. Se pueden usar sistemas alternativos en algunos países, como el último en entrar (LIFO), el método de ganancia bruta, el método de venta minorista o combinaciones de estos.
El costo de los bienes vendidos puede ser igual o diferente para fines contables y fiscales, según las reglas de la jurisdicción en particular. Ciertos gastos están incluidos en COGS. Los gastos que se incluyen en COGS no se pueden deducir nuevamente como un gasto comercial. Los gastos COGS incluyen:
- El costo de los productos o materias primas, incluidos los costos de flete o envío;
- El costo de almacenar los productos que vende la empresa;
- Costos laborales directos para los trabajadores que producen los productos;
- Gastos generales de fábrica.

## Costo de bienes para reventa
El costo de los bienes comprados para reventa incluye el precio de compra, así como todos los demás costos de adquisiciones, excluyendo cualquier descuento.
Los costos adicionales pueden incluir el flete pagado para adquirir los bienes, aranceles aduaneros, impuestos sobre las ventas o el uso no recuperables pagados por los materiales utilizados y los honorarios pagados por la adquisición. Para fines de información financiera, los costos del período como el departamento de compras, el almacén y otros gastos operativos generalmente no se tratan como parte del inventario o el costo de los bienes vendidos. Para efectos del impuesto a la renta en los Estados Unidos, algunos de estos costos del período deben capitalizarse como parte del inventario. Los costos de venta, embalaje y envío de productos a los clientes se tratan como gastos operativos relacionados con la venta. Tanto las normas contables internacionales como las de los EE. UU. exigen que ciertos costos anormales, como los relacionados con la capacidad ociosa, se traten como gastos en lugar de parte del inventario.
Los descuentos que deben deducirse de los costos del inventario comprado son los siguientes:
- Descuentos comerciales (reducción en el precio de los productos que un fabricante o mayorista le proporciona a un minorista): incluye un descuento que siempre se permite, independientemente del momento del pago.
- Rebajas del fabricante: se basan en las compras del distribuidor durante el año.
- Descuentos en efectivo (una reducción en el precio de la factura que el vendedor proporciona si el concesionario paga de inmediato o dentro de un tiempo especificado): puede reducir los COGS o puede tratarse por separado como ingreso bruto.[9]

El impuesto al valor agregado generalmente no se trata como parte del costo de los bienes vendidos si se puede usar como un crédito de entrada o si es recuperable de la autoridad tributaria.

## Coste de los bienes fabricados
El costo de los bienes producidos en el negocio debe incluir todos los costos de producción. Los componentes clave del costo generalmente incluyen:
- Partes, materias primas y suministros utilizados,
- Mano de obra, incluidos los costos asociados, tales como impuestos y beneficios de nómina, y
- Sobrecarga del negocio asignable a la producción.

La mayoría de las empresas hacen más de uno de un elemento en particular. Por lo tanto, se incurre en costos para artículos múltiples en lugar de un artículo en particular vendido. La determinación de la cantidad de cada uno de estos componentes para asignar a bienes en particular requiere el seguimiento de los costos particulares o hacer algunas asignaciones de costos. Las piezas y las materias primas a menudo se rastrean en conjuntos particulares (por ejemplo, lotes o series de producción) de mercancías, y luego se asignan a cada artículo.
Los costos laborales incluyen mano de obra directa y mano de obra indirecta. Son los salarios pagados a los empleados que pasan todo su tiempo trabajando directamente en el producto que se fabrica. Los costos laborales indirectos son los salarios pagados a otros empleados de la fábrica involucrados en la producción. Los costos de los impuestos sobre la nómina y los beneficios complementarios generalmente se incluyen en los costos laborales, pero se pueden tratar como costos generales. Los costos de mano de obra pueden asignarse a un artículo o conjunto de artículos según los registros de cronometraje.
Los costos de los materiales incluyen materias primas directas, así como suministros y materiales indirectos. Cuando se mantienen cantidades no incidentales de suministros, el contribuyente debe mantener inventarios de los suministros para efectos del impuesto sobre la renta, cobrándolos al costo o costo de los bienes vendidos como se usan en lugar de los que se compraron.
Los materiales y la mano de obra se pueden asignar según la experiencia pasada o los costos estándar. Cuando los costos de materiales o mano de obra para un período no alcanzan o exceden la cantidad esperada de los costos estándar, se registra una variación. Dichas variaciones se asignan luego entre el costo de los bienes vendidos y el inventario restante al final del período.
La determinación de los costos generales a menudo implica hacer suposiciones sobre qué costos deberían asociarse con las actividades de producción y qué costos deberían asociarse con otras actividades. Los métodos tradicionales de contabilidad de costos intentan hacer estas suposiciones con base en la experiencia pasada y el juicio de la gerencia en cuanto a las relaciones fácticas. Los costos basados en la actividad intentan asignar los costos en función de los factores que llevan a la empresa a incurrir en los costos.
Los costos generales a menudo se asignan a los conjuntos de bienes producidos en función de la proporción de horas de trabajo o costos o la proporción de materiales utilizados para producir el conjunto de bienes. Los costos generales pueden denominarse gastos generales de fábrica o carga de fábrica por los costos incurridos a nivel de planta o carga general por los costos incurridos a nivel de organización. Donde se utilizan las horas de trabajo, se puede agregar una tasa de carga o un costo general por hora de trabajo junto con los costos de mano de obra. Se pueden utilizar otros métodos para asociar los gastos generales con bienes particulares producidos. Las tasas generales pueden ser tasas estándar, en cuyo caso pueden existir variaciones, o pueden ajustarse para cada conjunto de bienes producidos.

## Convenciones de identificación
En algunos casos, el costo de los productos vendidos puede identificarse con el artículo vendido. Normalmente, sin embargo, la identidad de los bienes se pierde entre el momento de la compra o fabricación y el momento de la venta. Para determinar qué bienes se han vendido y el costo de esos bienes, es necesario identificarlos o utilizar una convención para asumir qué bienes se vendieron. Esto se puede denominar como un supuesto de flujo de costos o un supuesto o convención de identificación de inventario. Los siguientes métodos están disponibles en muchas jurisdicciones para asociar costos con bienes vendidos y bienes aún disponibles:
- Identificación especifica. Bajo este método, se identifican ítems particulares y se realiza un seguimiento de los costos con respecto a cada ítem.[14] Esto puede requerir un mantenimiento de registros considerable. Este método no se puede utilizar cuando los bienes o artículos son indistinguibles o fungibles.
- Costo medio. El método del costo promedio se basa en el costo unitario promedio para calcular el costo de las unidades vendidas y el inventario final. Se pueden usar varias variaciones en el cálculo, incluyendo el promedio ponderado y el promedio móvil.
- First-In First-Out (FIFO) asume que los artículos comprados o producidos primero se venden primero. Los costos de inventario por unidad o artículo se determinan al momento de la compra o adquisición. El costo más antiguo (es decir, el primero en) se compara con los ingresos y se asigna al costo de los bienes vendidos.
- Last-In First-Out (LIFO) es el inverso de FIFO. Algunos sistemas permiten determinar los costos de los bienes en el momento de la adquisición o fabricación, pero la asignación de costos a los bienes vendidos bajo el supuesto de que los bienes fabricados o adquiridos en último lugar se venden primero. Los costos de bienes específicos adquiridos o fabricados se agregan a un conjunto de costos para el tipo de bienes. Bajo este sistema, la empresa puede mantener los costos bajo FIFO pero rastrear una compensación en la forma de una reserva LIFO. Dicha reserva (un activo o contra-activo) representa la diferencia en el costo de inventario según los supuestos FIFO y LIFO. Dicha cantidad puede ser diferente para fines de información financiera e impuestos en los Estados Unidos.
- Valor en dólares LIFO. Bajo esta variación de LIFO, los aumentos o disminuciones en la reserva de LIFO se determinan en función de los valores en dólares en lugar de las cantidades.
- Método de inventario al por menor. Los revendedores de productos pueden usar este método para simplificar el mantenimiento de registros. El costo calculado de los bienes disponibles al final de un período es la relación entre el costo de los bienes adquiridos y el valor minorista de los bienes multiplicado por el valor minorista de los bienes disponibles. El costo de los bienes adquiridos incluye el inventario inicial como se valoró anteriormente más las compras. El costo de los bienes vendidos es entonces el inventario inicial más las compras menos el costo calculado de los bienes disponibles al final del período.

## Ejemplo
Jane es propietaria de un negocio que revende máquinas. A principios de 2009, no tiene máquinas ni piezas a mano. Ella compra las máquinas A y B por 10 cada una, y luego compra las máquinas C y D por 12 cada una. Todas las máquinas son iguales, pero tienen números de serie. Jane vende máquinas A y C por 20 cada una. Su costo de ventas depende de su método de inventario. Bajo identificación específica, el costo de los productos vendidos es 10 + 12, los costos particulares de las máquinas A y C. Si ella usa FIFO, sus costos son 20 (10 + 10). Si usa el costo promedio, sus costos son 22 ((10 + 10 + 12 + 12) / 4 x 2). Si ella usa LIFO, sus costos son 24 (12 + 12). Por lo tanto, su beneficio para fines contables y fiscales puede ser de 20, 18 o 16, dependiendo de su método de inventario. Después de las ventas, sus valores de inventario son 20, 22 o 24.
Después de fin de año, Jane decide que puede ganar más dinero mejorando las máquinas B y D. Ella compra y usa 10 partes y suministros, y toma 6 horas a 2 por hora hacer las mejoras en cada máquina. Jane tiene gastos generales, incluido el alquiler y la electricidad. Calcula que los gastos generales agregan 0.5 por hora a sus costos. Por lo tanto, Jane ha gastado 20 para mejorar cada máquina (10/2 + 12 + (6 x 0.5)). Ella vende la máquina D por 45. Su costo para esa máquina depende de su método de inventario. Si usó FIFO, el costo de la máquina D es de 12 más 20 que gastó en mejorarla, con un beneficio de 13. Recuerde, ella usó los dos artículos de 10 costos que ya están bajo FIFO. Si ella usa el costo promedio, es 11 más 20, con un beneficio de 14. Si ella usara LIFO, el costo sería de 10 más 20 para una ganancia de 15.
En el año 3, Jane vende la última máquina por 38 y abandona el negocio. Ella recupera lo último de sus costes. Sus ganancias totales para los tres años son las mismas en todos los métodos de inventario. Solo el momento de ingreso y el balance de inventario difieren. Aquí hay una comparación bajo FIFO, Costo promedio y LIFO: 
|       |        | Costo de los bienes vendidos | Costo de los bienes vendidos | Costo de los bienes vendidos | ------ Lucro ------ | ------ Lucro ------ | ------ Lucro ------ |
| Año   | Ventas | FIFO                         |                              | LIFO                         | FIFO                |                     | LIFO                |
| 1     | 40     | 20                           | 22                           | 24                           | 20                  | 18                  | 16                  |
| 2     | 45     | 32                           | 31                           | 30                           | 13                  | 14                  | 15                  |
| 3     | 38     | 32                           | 31                           | 30                           | 6                   | 7                   | 8                   |
| Total | 123    | 84                           | 84                           | 84                           | 39                  | 39                  | 39                  |

## Anotaciones y subsidios
El valor de los bienes mantenidos para la venta por una empresa puede disminuir debido a una serie de factores. Los productos pueden resultar defectuosos o por debajo de los estándares de calidad normales (subnormales). Los bienes pueden volverse obsoletos. El valor de mercado de los bienes puede simplemente disminuir debido a factores económicos.
Cuando el valor de mercado de los bienes ha disminuido por cualquier motivo, la empresa puede optar por valorar su inventario al menor costo o valor de mercado, también conocido como valor neto realizable. Esto se puede registrar acumulando un gasto (es decir, creando una reserva de inventario) por disminuciones debido a la obsolescencia, etc. El ingreso neto del período actual, así como el valor del inventario neto al final del período, se reducen por la disminución del valor.
Cualquier propiedad mantenida por una empresa puede perder valor o ser dañada por eventos inusuales, como un incendio. La pérdida de valor donde se destruyen las mercancías se contabiliza como una pérdida y el inventario se amortiza por completo. En general, dicha pérdida se reconoce tanto para la información financiera como para fines fiscales. Sin embargo, los montos de libros e impuestos pueden diferir en algunos sistemas.

## Visiones alternativas
Varios teóricos de la administración han propuesto alternativas a la contabilidad tradicional de costos. Estos incluyen:
- Contabilidad de rendimiento, según la teoría de restricciones, según la cual solo se incluyen los costos totalmente variables en el costo de los bienes vendidos y el inventario se trata como una inversión.
- Contabilidad Lean, en la que la mayoría de los métodos de costos tradicionales se ignoran a favor de la medición de "flujos de valor" semanales.
- Contabilidad de consumo de recursos, que descarta los conceptos contables más actuales en favor del costo proporcional basado en simulaciones.

Ninguna de estas opiniones cumple con los Principios de Contabilidad Generalmente Aceptados de los EE. UU. ni con las Normas Internacionales de Contabilidad, ni se aceptan para la mayoría de los ingresos u otros fines de declaración de impuestos.

## Otros términos
Ventas netas = ventas brutas - (descuentos, devoluciones y descuentos para clientes)
Ganancia bruta = ventas netas - costo de bienes vendidos
Beneficio operativo = beneficio bruto - gastos operativos totales
Utilidad neta = utilidad de operación - impuestos - intereses
Ganancia neta = ventas netas - costo de los bienes vendidos - gastos operativos - impuestos - intereses

## Otras lecturas
- Fox, Stephen C, Income Tax in the USA chapter 23, 2013 edition ISBN 978-0-9851-8233-5, ASIN B00BCSNOGG.
- Horngren, Charles T., et al.: Cost Accounting: A Managerial Emphasis ISBN 978-0-1329-6064-9 ASIN B00B6F3AWI.
- Kieso, Donald E; Weygandt, Jerry J.; and Warfield, Terry D.:  Intermediate Accounting, Chapters 8 and 9. ISBN 978-0-4705-8723-2 ASIN B006PKWD8G.
- Kinney, Michael R.:  Cost Accounting: Foundations and Evolutions. ISBN 978-1-1119-7172-4.
- Lanen, William, et al.:  "Fundamentals of Cost Accounting. ISBN 978-0-0735-2711-6 ASIN B005MR88U0.
- Walter, Larry:  Principles of Accounting, Chapter 8, Inventory.

### Orientación formal
- International Accounting Standards IAS 2, Inventories.
- U.S. Internal Revenue Service Publication 334, Tax Guide for Small Business, pages 27–29.
- U.S. Financial Accounting Standards Board ASC 330.

- Datos: Q12154181